# Splav (báseň)
Splav je báseň českého spisovatele Fráni Šrámka, která je součástí stejnojmenné sbírky vydané poprvé v roce 1916 a podruhé v roce 1922, kdy byla sbírka rozšířena o básně napsané během 1. světové války. Sbírka se řadí mezi impresionistická díla, ve kterých se autor dostává od milostných lyrických básní (Splav) až k tematice války (Voják v poli). Sama báseň Splav byla napsána v roce 1916 a řadí se mezi vrcholná díla české poezie.